# 포 코너스

지도의 빨간색으로 표시된 지역이 포 코너스이다.

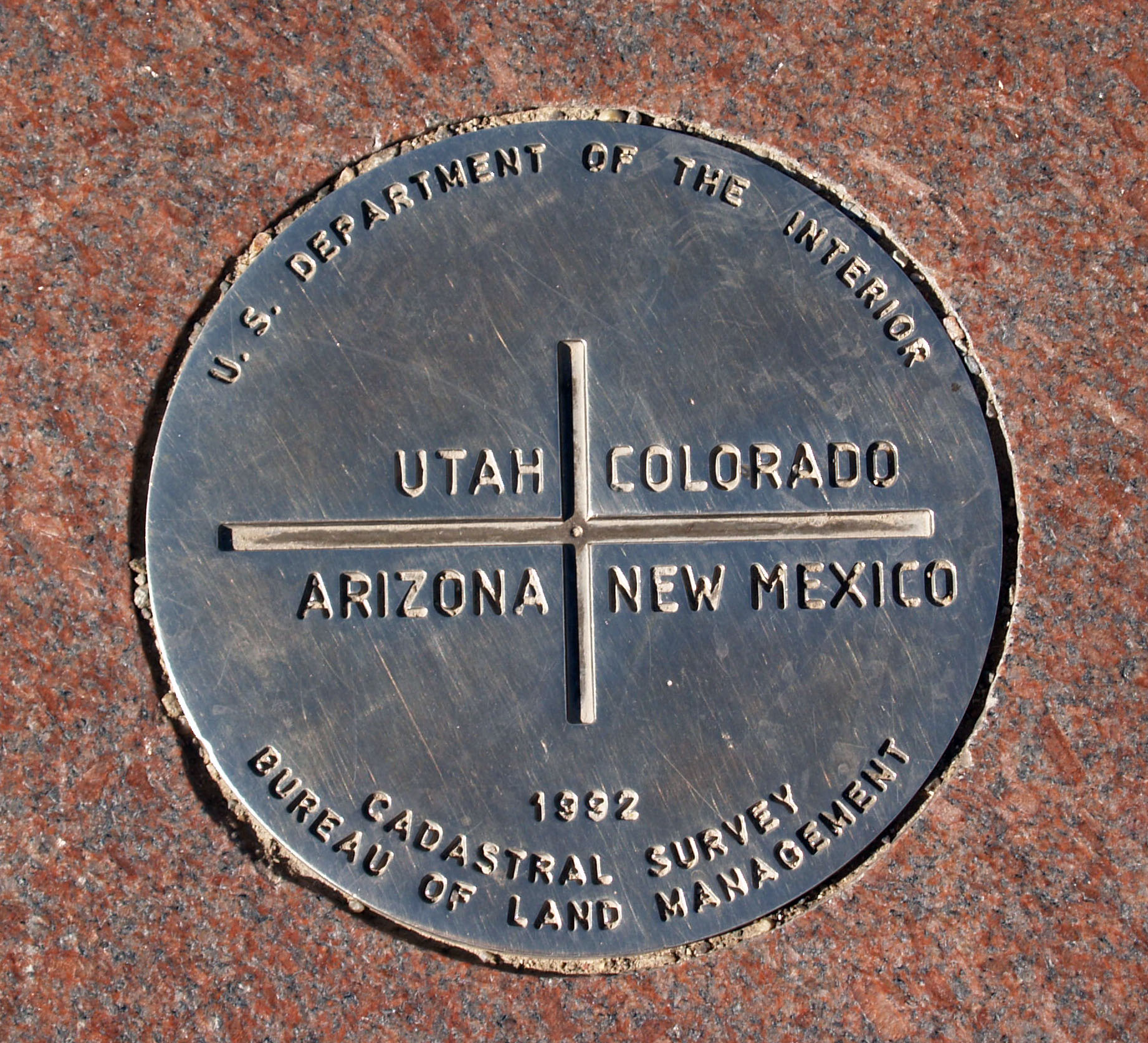
포 코너스 기념물 표식

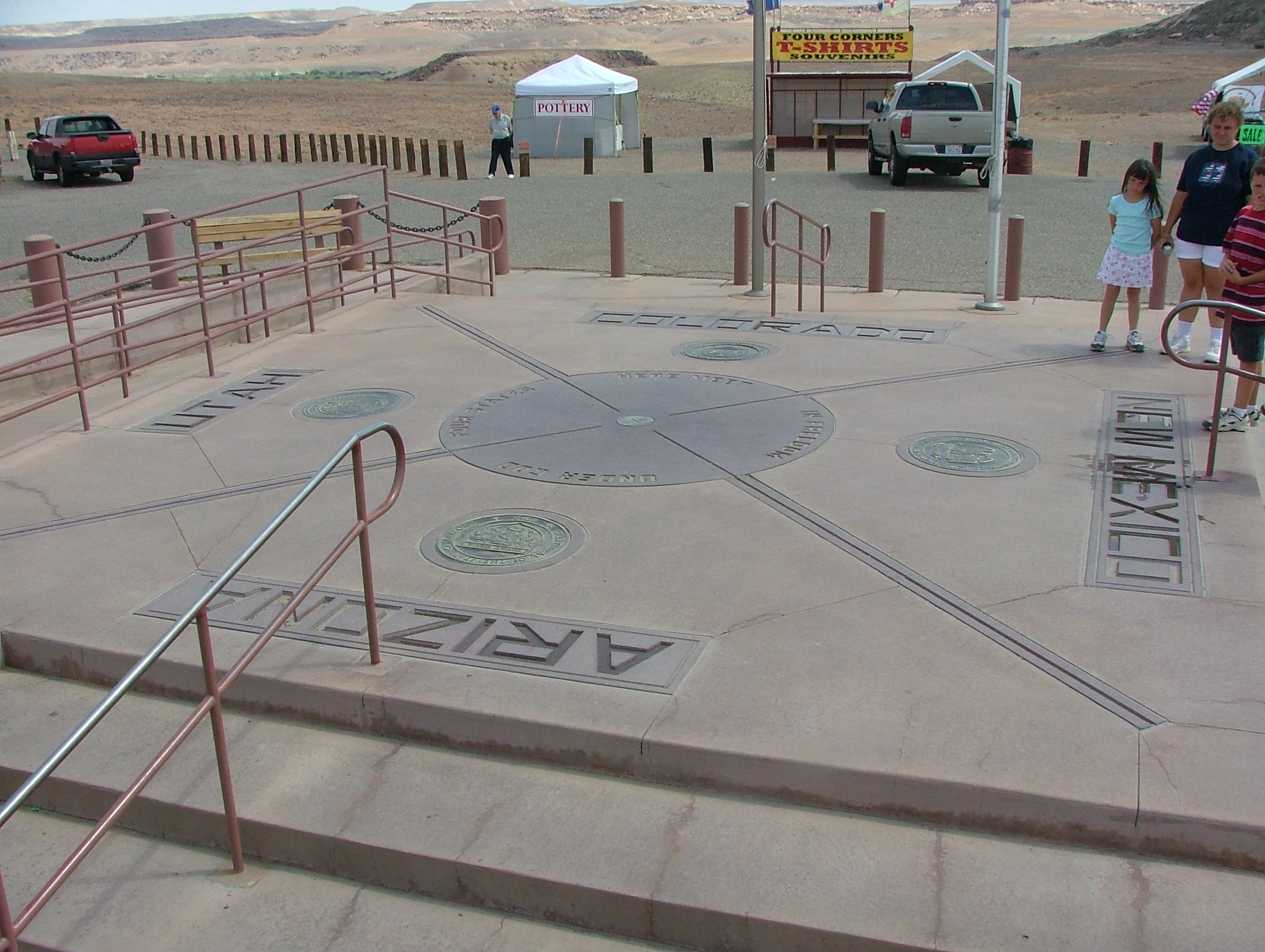
포 코너스 기념물

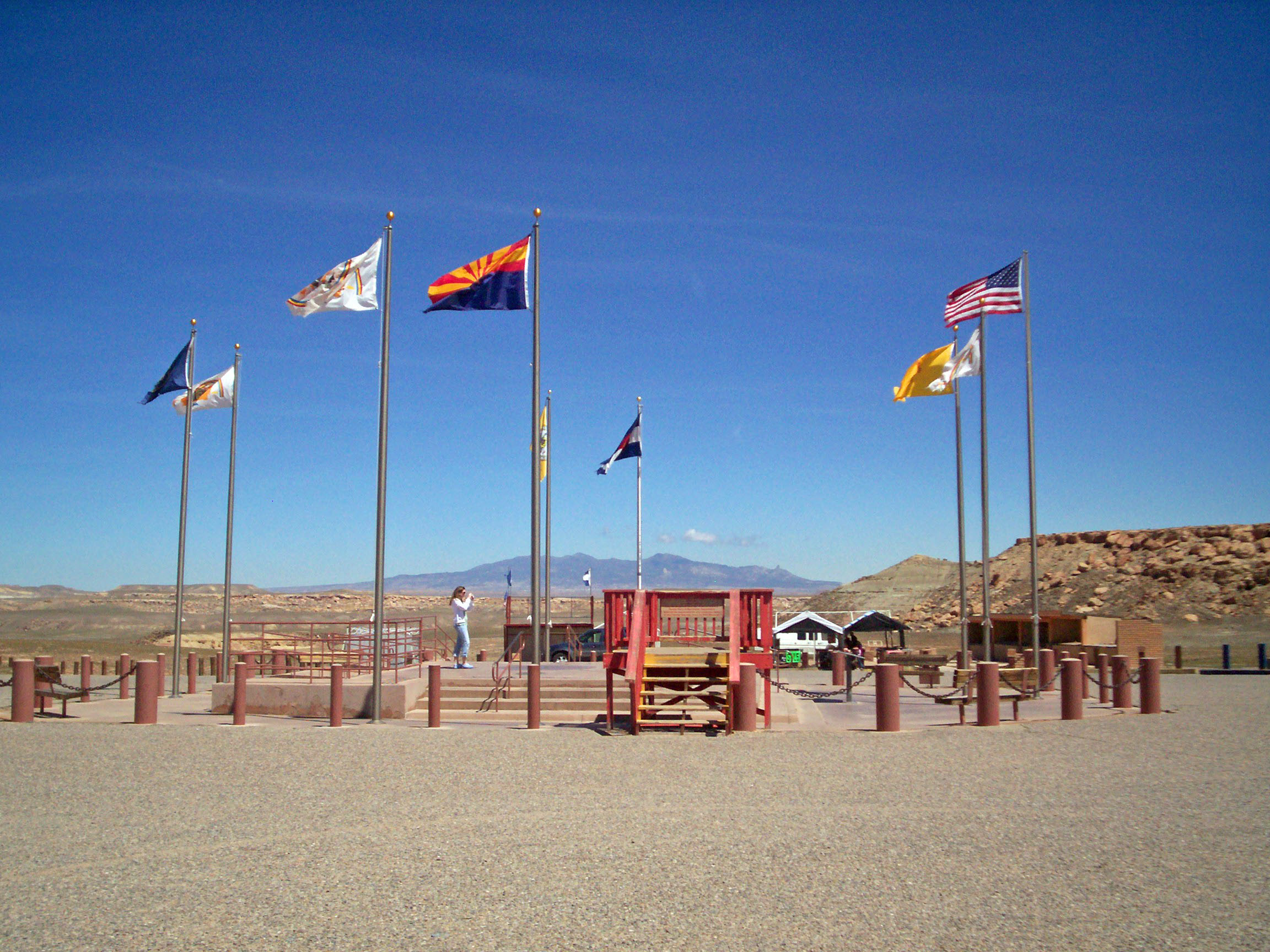
성조기 및 각 주의 주기들이 포 코너스 기념물을 둘러싸고 있다.

포 코너스(Four Corners)는 콜로라도주 남서부, 유타주 남동부, 애리조나주 북동부, 뉴멕시코주 북서부가 만나는 미국 남서부 지역을 일컫는다. 포 코너스 지역의 대부분은 준자치적 지위를 가진 아메리카 원주민 네이션들이 차지하고 있는데, 그중 나바호족이 가장 큰 영토를 보유하고 있으며, 그 뒤를 이어 호피족, 유트족, 주니족의 보호구역과 네이션들이 자리 잡고 있다. 포 코너스 지역은 콜로라도고원이라고 불리는 더 넓은 지역의 일부이며, 대부분 시골이면서 험준하고 건조한 지형을 이루고 있다.
포 코너스라는 명칭은 북위 37도와 서경 109도 03분이 만나는 지점에서 네 개 주의 경계가 교차하는 사합점에서 유래했으며, 이곳에는 포 코너스 기념물이 세워져 있다. 이곳은 미국에서 유일하게 네 개의 주가 만나는 지점이다. 기념물 외에도 포 코너스 내에서 자주 방문하는 지역으로는 모뉴먼트 밸리, 메사 베르데 국립공원, 차코 캐니언, 캐니언스 오브 디 앤션츠 국립기념물, 캐니언 드 셸리 국립기념물이 있다. 포 코너스 지역에서 가장 인구가 많은 도시는 뉴멕시코주의 파밍턴이며, 그 다음으로는 콜로라도주의 듀랭고가 있다.

## 역사
미국은 1848년 멕시코-미국 전쟁이 끝난 후 포 코너스 지역을 멕시코로부터 획득했다. 1863년 의회는 뉴멕시코준주의 서부 지역에서 애리조나준주를 설립했다. 경계선은 1861년에 설립된 콜로라도준주의 남서쪽 모서리에서 정남향으로 뻗은 선으로 법적으로 정의되었다. 이것은 의회의 이례적인 조치였는데, 의회는 대개 새로운 준주의 경계를 위도나 경도선, 또는 강줄기를 따라 정했으며 다른 경계의 연장선으로 정하는 경우는 드물었다.
의회는 한 경계선을 다른 경계의 모서리에서 시작하도록 정함으로써, 경계 측량에서 불가피하게 발생하는 오차에도 불구하고 네 개의 주가 한 지점에서 만나도록 보장했다. 이 지역은 포 코너스 주들 중 첫 번째로 주가 된 콜로라도준주의 주 승격을 위한 노력의 일환으로 1868년 미국 정부에 의해 처음 측량되었다. 1863년 미국 의회는 콜로라도의 모서리들이 특정 위도와 경도선의 교차점에 위치하도록 의도했으나, 당시의 "표준" 측량 오차로 인해 "포 코너스" 지점의 최초 측량 위치와 그에 상응하는 측량 표지는 의도한 위치에서 동쪽으로 1,821 피트(555 미터) 떨어진 곳에 의도치 않게 설치되었다.
1925년, 의회가 처음 이 지점을 지정하고자 시도한 지 57년이 지난 후, 원래 잘못 설치된 표지와 관련된 문제들이 미국 대법원에 제기되었다. 이러한 최초의 측량 오차를 원만하게 해결하기 위해, 미국 대법원은 포 코너스 지점을 재정의하여 공식적으로 약 1,800 피트(550 미터) 동쪽으로 이동시켰는데, 이는 최초 측량에서 설정했던 위치였으며 현재까지도 그 위치에 적절히 표시되어 있다. 이러한 초기 측량 오차로 인해 포 코너스 표지의 정확한 위치에 대한 오해가 오랫동안 지속되었으며, 일부는 현재까지도 남아있다. 최초의 나바호 부족 정부는 1923년 나바호 영토 내에서 증가하는 석유 탐사 활동을 규제하기 위해 설립되었다.

## 지리
포 코너스 기념물은 북위 36° 59′ 56.3″ 서경 109° 02′ 42.6″ / 북위 36.998972°  서경 109.045167° 에 위치해 있다.
포 코너스는 고도가 높은 콜로라도고원의 일부이다. 이로 인해 이곳은 기후계의 중심이 되어, 고원 위에서 안정화된 기후계가 콜로라도주를 지나 중부 주들로 이동한다. 이러한 기후계는 미국 중부 지역에 눈과 비를 내리게 한다.
포 코너스 지역의 연방 보호구역으로는 캐니언 드 셸리 국립기념물, 호븐위프 국립기념물, 메사 베르데 국립공원, 캐니언스 오브 디 앤션츠 국립기념물이 있다. 포 코너스의 산맥으로는 슬리핑유트산맥, 아바호산맥, 추스카산맥이 있다.

## 정치
포 코너스 기념물에는 여섯 개의 정부가 관할권을 갖고 있다. 애리조나주, 콜로라도주, 뉴멕시코주, 유타주와 더불어 나바호 네이션과 유트 마운틴 유트 부족의 부족 정부가 이에 속한다. 포 코너스 기념물 자체는 나바호 민족 공원휴양국이 관리한다. 포 코너스 지역의 다른 부족들로는 호피족과 기타 유트족이 있다. 포 코너스에는 애리조나주 윈도록에 있는 나바호 부족 정부의 수도가 위치해 있다. 유트 마운틴 유트 부족의 본부는 콜로라도주 토왁에 있다. 미연방 정부 또한 이 지역에 큰 영향력을 미치고 있는데, 특히 내무부 산하의 인디언 사무국과 농무부 산하의 산림청이 그러하다.

## 도시
포 코너스 지역은 대부분이 시골이다. 이 지역의 경제 중심지이자 가장 큰 도시이며 유일한 대도시권은 뉴멕시코주의 파밍턴이다. 포 코너스의 중심점과 가장 가까운 정착지는 애리조나주의 틱노스포스이다. 이 지역의 다른 도시들로는 콜로라도주의 코테즈와 듀랭고, 유타주의 몬티셀로와 블랜딩, 애리조나주의 카옌타와 친리, 뉴멕시코주의 쉽록, 애즈텍, 블룸필드가 있다.

## 헬륨
포 코너스 지역은 미국에서 최초로 헬륨을 추출한 지역 중 하나이며, 고품질의 '친환경' 헬륨이 풍부한 것으로 알려져 있어 헬륨 공급원으로서의 중요성이 점차 커지고 있다.
이 지역에서 가장 주목할 만한 헬륨 매장지는 애리조나주의 홀브룩분지이다.

## 같이 보기
- 사합점